# Pobačaj u Ukrajini
Pobačaj u Ukrajini obavlja se na zahtjev tijekom prvih dvanaest tjedana trudnoće. Između 12 i 28 tjedana, pobačaj je dostupan na raznim osnovama, uključujući medicinsku, socijalnu i osobnu osnovu, i iz bilo kojeg razloga uz odobrenje liječničke komisije.
Prije 1991. godine, pobačaj u Ukrajini bio je reguliran zakonima o pobačaju Sovjetskoga Saveza. Zakoni se od tada nisu promijenili. Stope pobačaja pale su od 109 pobačaja na 1000 žena u dobi od 15 do 44 godine 1986. godine na 80,9 u 1991. godini, 67,2 u 1996. godini i 27,5 u 2004. godini. Od 2010. godine stopa pobačaja bila je 21,2 pobačaja na 1000 žena u dobi od 15 do 44 godine. U Ukrajini ima puno manje pobačaja nego prije 1990. godine, kao i u Bjelorusiji i Rusiji.
Broj pobačaja pao je s 242 343 - 2005. godine na 116 104 - 2014. godine.